# 拉斯梅萨斯
拉斯梅萨斯，是西班牙卡斯蒂利亚-拉曼恰昆卡省的一个市镇。总面积87平方公里，总人口2464人（2001年），人口密度28人/平方公里。